# Schnauzenfalter

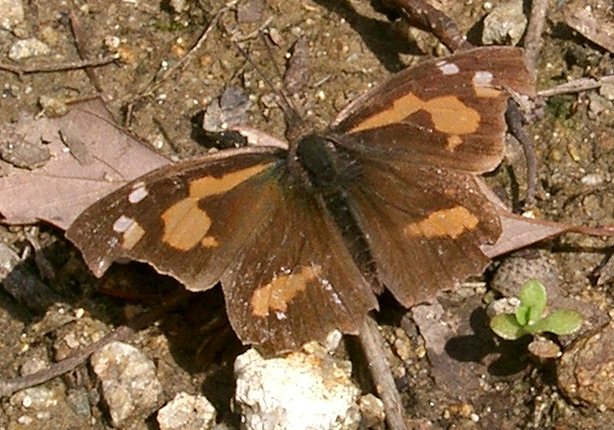
Libythea lepita

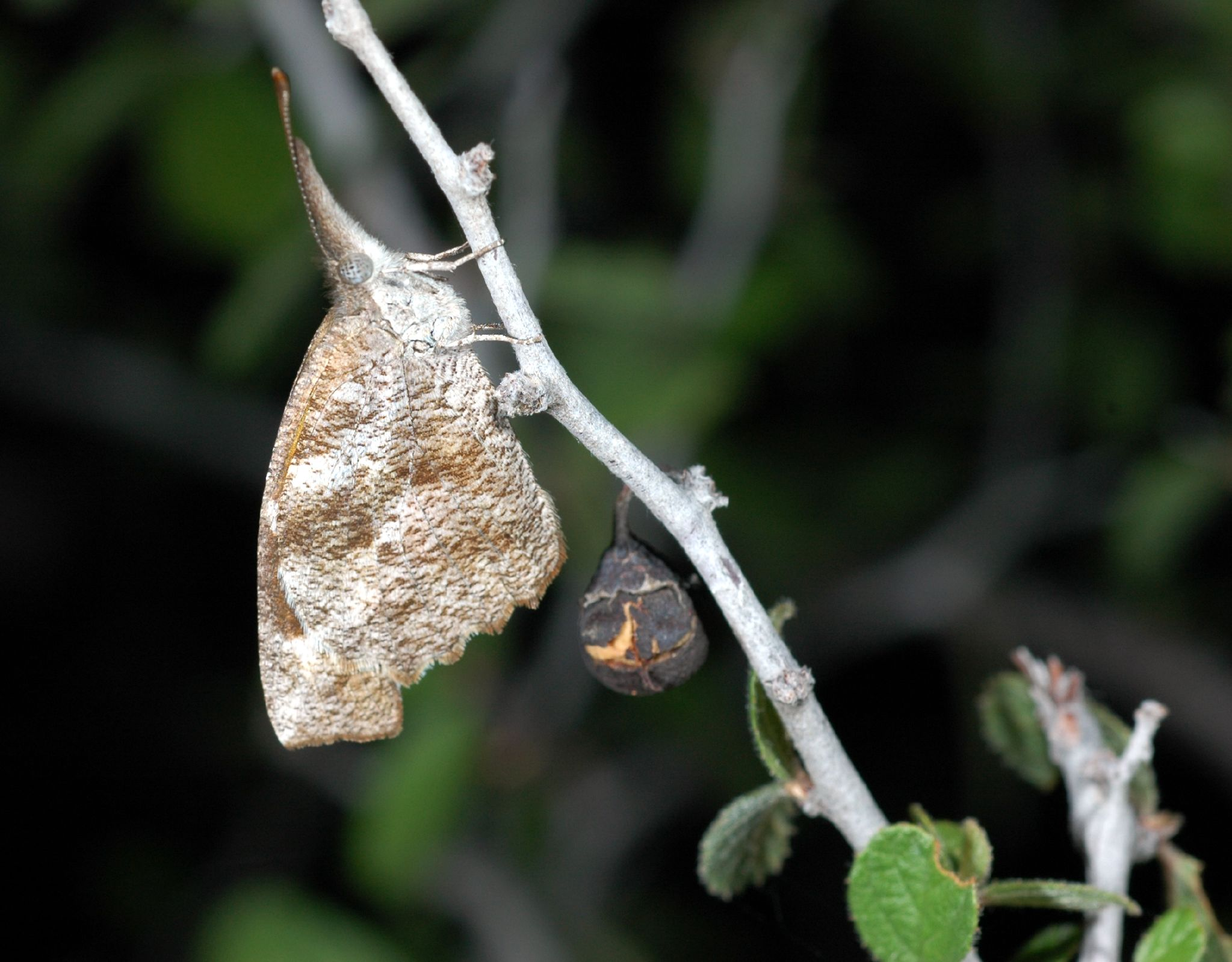
Libytheana carinenta im Profil

Die Schnauzenfalter (Libytheinae) sind eine kleine Unterfamilie aus der Familie der Edelfalter mit nur zwei Gattungen. Die unscheinbaren, meist braunen Falter sind mittelgroß und kommen mit nur etwa einem Dutzend Arten auf allen Kontinenten bis auf Antarktika vor.
In Florissant, Colorado, wurden 35 Millionen Jahre alte Fossilien von Schnauzenfaltern gefunden.

## Beschreibung
Besonderes Merkmal der Libytheinae sind lange, beschuppte Taster, die viermal so lang sind wie der Kopf und wie eine Schnauze aussehen. Die Falter sind ferner an der typischen Flügelform mit dem auffällig gezackten Außenrand der Vorderflügel zu erkennen. Die Weibchen haben sechs Beine, im Gegensatz zu den Männchen, die die für Edelfalter typischen Putzpfoten besitzen und nur vier Beine zur Fortbewegung nutzen können. Libythea geoffroy zeigt einen Sexualdimorphismus.

## Lebensweise
Die Falter fliegen schnell und ruckartig und ruhen oft. Besonders die Männchen saugen in Gruppen an feuchten Stellen. Die Weibchen leben versteckter.
Die Raupen fressen an Zürgelbäumen (Celtis), einige auch an Seifenbaumgewächsen (Sapindaceae), Lorbeergewächsen (Lauraceae) und Geißblattgewächsen (Caprifoliaceae).

## Arten
In Europa kommt nur der Zürgelbaumfalter (Libythea celtis) vor. Sein Verbreitungsgebiet erstreckt sich von Nordafrika durch den Mittelmeerraum (nordwärts bis in die südlichen Alpentäler) und über Südrussland bis Indien. Die Weibchen legen ihre Eier im Frühjahr einzeln an den Knospen des Europäischen Zürgelbaums (Celtis australis) ab. Die Art überwintert als Falter.
Die afrikanische Libythea labdaca und die amerikanische Libytheana carinenta sind Wanderfalter. Libythea labdaca wandert in großen Schwärmen im Frühjahr nach Süden und im Herbst nach Norden. Bei einer Wanderung in Ghana wurde die Zahl der Falter auf eine Milliarde geschätzt.
Arten:
- Gattung Libythea
  - Libythea collenettei, Poulton & Riley 1928 kommt auf den Marquesas-Inseln Nuku Hiva und Ua Pou in Französisch-Polynesien vor.
  - Libythea geoffroy, Godart 1822, verbreitet in Burma, Kambodscha, Laos und in Teilen Indonesiens und Thailands, in Neuguinea, auf den Salomonen, Neukaledonien, Lord-Howe-Insel und in Nordaustralien. Die Raupen fressen an verschiedenen Zürgelbaumarten.
  - Libythea narina, Godart 1819, von Burma, Thailand, über Vietnam, die Philippinen bis nach Indonesien.
  - Libythea myrrha, Godart 1819, von Indien über Malaysia, Brunei, Indonesien bis zu den Philippinen. Die Raupen fressen an Celtis tetrandra.
  - Libythea celtis, Laicharting 1782 kommt von Nordafrika über Südeuropa und Südrussland bis Indien vor.
  - Libythea lepita, Moore 1857, verbreitet von Indien und Pakistan bis China, Korea und Japan. Sie wurde manchmal als Unterart von L. celtis betrachtet; Forschungen von 2006 bestätigten die Einstufung als Art. Das Verhalten gleicht dem von L. celtis, die Raupen fressen zusätzlich an Trema.
  - Libythea laius, Trimen 1879 lebt in Ostafrika, Madagaskar, Südindien und Sri Lanka.
  - Libythea labdaca, Westwood 1851, West und Zentralafrika südlich der Sahara.
  - Libythea cinyras, Trimen 1866 ist nur von einem einzelnen auf Mauritius gefangenen Exemplar bekannt. Es ist unklar, ob die Art ausgestorben ist.

- Gattung Libytheana
  - Libytheana carinenta, Cramer 1777, Nord-, Mittel- und Südamerika
  - Libytheana fulvescens, Lathy 1904, Dominica (Kleine Antillen)
  - Libytheana motya, Hübner 1823, Kuba (Große Antillen)
  - Libytheana terena, Godart 1819, Hispaniola, Jamaika, Puerto Rico (Große Antillen)